# Neoschrammeniella antarctica
Neoschrammeniella antarctica är en svampdjursart som beskrevs av Kelly 2007. Neoschrammeniella antarctica ingår i släktet Neoschrammeniella och familjen Corallistidae. Inga underarter finns listade i Catalogue of Life.